# Impulsion (signal)
Pour les articles homonymes, voir impulsion.

Exemples de formes d'impulsions : (a) impulsion rectangulaire,
(b) impulsion cosinus carré (cosinus surélevé),
(c) impulsion de Dirac,
(d) impulsion sinc,
(e) impulsion gaussienne.

Dans le domaine du traitement de signal, une impulsion est un changement rapide et transitoire de l'amplitude d'un signal d'une valeur de base à une valeur supérieure ou inférieure, suivi d'un retour rapide à la valeur de base.

## Formes d'impulsion
Les impulsions peuvent prendre différente formes. Celles-ci peuvent résulter d'un processus de mise en forme d'impulsion (en).

### Impulsions rectangulaires
Les impulsions rectangulaires (en) suivent une fonction porte. Dans les signaux numériques, les transitions montante et descendante entre les niveaux haut et bas sont appelées fronts montant et descendant.

### Impulsions Nyquist
Une impulsion Nyquist est une impulsion qui répond au critère Nyquist ISI (en). Elle possède une certaine importance dans le domaine de la transmission de données. Un exemple d'impulsion qui remplit cette condition est la fonction sinus cardinal (sinc).
En 2013, des impulsions Nyquist ont été produites dans le but de réduire la taille des impulsions dans les fibres optiques. Celles-ci ont pu être entassées 10 fois plus étroitement les unes contre les autres, ce qui entraîne une augmentation correspondante de 10 fois de la bande passante,.

### Impulsions gaussiennes
Une impulsion gaussienne a la forme d'une fonction gaussienne et est produite par un filtre gaussien. Elle possède une pente de transition maximale sans dépassement ainsi qu'un un retard de groupe minimal.